# Veyrières, Cantal
Veyrières är en kommun i departementet Cantal i regionen Auvergne-Rhône-Alpes i mitten av Frankrike. Kommunen ligger  i kantonen Saignes som ligger i arrondissementet Mauriac. År 2022 hade Veyrières 120 invånare.

## Befolkningsutveckling
Antalet invånare i kommunen Veyrières
Referens:INSEE